# Cimetière Saint-Baudile de Nîmes
Le cimetière Saint-Baudile est un des cimetières de la ville de Nîmes dans le Gard.

## Histoire et description
Ce cimetière ancien est l'un des plus connus de la ville après le cimetière protestant de Nîmes. Consacré en 1836, il abrite dans sa partie ancienne de nombreux monuments funéraires intéressants d'un pont de vue artistique avec des statues (surtout de pleureuses et d'anges), des médaillons, des stèles ou obélisques de personnages notables du XIXe siècle, des sépultures entourées de grilles, quelques chapelles familiales ouvragées (famille Cornet, famille Jacques-Thierry, famille Fleury-Roulle, famille Martin-Monier, famille Mazoyer, famille Rieutord avec un buste, famille Sugier, famille Teraube...), etc. Il est ombragé dans sa partie ancienne, souvent de cyprès et de cèdres.

## Personnalités inhumées

### Célébrités
- Henry Bauquier (1873-1952), historien et numismate, cofondateur du musée du Vieux Nîmes
- Mgr Jean-François-Marie Cart (1799-1855), évêque de Nîmes (monument avec gisant)
- Melchior Doze (1827-1913), peintre
- Charles-Étienne Durand (1762-1840), architecte
- Michel Durrmeyer (1916-1945), Compagnon de la Libération
- Mgr Alfred Gilly (1833-1896), évêque de Nîmes (bas-reliefs)
- Georges-Alfred Gizolme (1840-1912), préfet du Gard de 1876 à 1879
- Marie-Josèphe Juhel (épouse d'Alexandre Colin, 1796-1837), peintre (gisant par Paul-Hubert Colin)
- Yves Jullian, Compagnon de la Libération
- Marguerite Long (1874-1966), pianiste
- Commandant Pierre-Henri Marmet (1859-1892), officier qui combattit au Sénégal
- Général-baron Pierre Hugues Victoire Merle (1766-1830), officier napoléonien (médaillon et blason)
- Nimeño II (né Christian Montcouquiol, 1954-1991), matador français
- Bernard Nut (1935-1983), officier français de renseignement (DGSE) assassiné dans le sud-est de la France
- Jean Pourtal de Ladevèze (1898-1976), poète
- Jean Reboul (1896-1954), poète (médaillon)
- Louis Roumieux (1829-1894), poète provençal

### Militants politiques
Une stèle réalisée par Maxime Real del Sarte et inaugurée le 18 avril 1920 rend hommage aux quarante-trois jeunes nîmois d'Action française morts pour la France lors de la Première Guerre mondiale (bordure MN),.
En 1934, Auguste Héral, ligueur d'Action française, membre du cercle Saint-Charles et conseiller municipal de Nîmes y est également enterré.